# The Open Championship 1879
The Open Championship 1879 var en golfturnering afholdt på St Andrews Links i St Andrews, Skotland i 1879 og arrangeret i fællesskab af Prestwick Golf Club, Royal and Ancient Golf Club of St Andrews og Honourable Company of Edinburgh Golfers. Turneringen var den 19. udgave af The Open Championship, og det var tredje gang at St Andrews Links lagde græs til mesterskabet. 47 spillere, 35 professionelle og 12 amatører, deltog i turneringen, som blev afviklet som en slagspilsturnering over 36 huller.
Mesterskabet blev vundet af Jamie Anderson, som dermed vandt titlen for tredje gang i træk, idet han også havde vundet de to foregående udgaver af The Open Championship. Denne titel blev dog hans sidste. Andersons spil på de sidste fire huller blev afgørende for udfaldet, idet han holede sit tredjeslag på 15. hul og lavede mesterskabets første hole-in-one på 17. hul, hvilket gav ham tre slags forspring til de nærmeste forfølgere.

## Resultater
| Plac. | Spillere                     | Score (slag) | Score (slag) | Score (slag) | Score (slag) |
| Plac. | Spillere                     | 1.runde      | 2.runde      | Total        |              |
| ----- | ---------------------------- | ------------ | ------------ | ------------ | ------------ |
| 1.    | Jamie Anderson               | 84           | 85           | 169          |              |
| 2.    | Jamie Allan                  | 88           | 84           | 172          |              |
| 2.    | Andrew Kirkaldy              | 86           | 86           | 172          |              |
| 4.    | George Paxton                | 89           | 85           | 174          |              |
| 5.    | Tom Kidd                     | 87           | 88           | 175          |              |
| 6.    | Bob Ferguson                 | 89           | 87           | 176          |              |
| 7.    | J.O.F. Morris                | 92           | 87           | 179          |              |
| 8.    | Willie Fernie                | 92           | 89           | 181          |              |
| 8.    | Jack Kirkaldy                | 92           | 89           | 181          |              |
| 8.    | James Rennie                 | 93           | 88           | 181          |              |
| 11.   | Tom Arundel                  | 95           | 89           | 184          |              |
| 11.   | David Ayton                  | 95           | 89           | 184          |              |
| 11.   | Henry Lamb (a)               | 91           | 93           | 184          |              |
| 14.   | William Doleman (a)          | 91           | 94           | 185          |              |
| 14.   | Robert Kinsman               | 88           | 97           | 185          |              |
| 14.   | Tom Morris, Sr.              | 92           | 93           | 185          |              |
| 17.   | Bob Martin                   | 93           | 93           | 186          |              |
| 18.   | Ben Sayers                   | 92           | 95           | 187          |              |
| 19.   | David Anderson, Sr.          | 94           | 94           | 188          |              |
| 20.   | David Corstorphine           | 93           | 96           | 189          |              |
| 20.   | Bob Dow                      | 95           | 94           | 189          |              |
| 20.   | Tom Dunn                     | 90           | 99           | 189          |              |
| 20.   | Walter Gourlay               | 92           | 97           | 189          |              |
| 20.   | D. Grant                     | 95           | 94           | 189          |              |
| 20.   | Peter Paxton                 | 99           | 90           | 189          |              |
| 20.   | Smith                        | 94           | 95           | 189          |              |
| 27.   | Douglas Argyll Robertson (a) | 97           | 93           | 190          |              |
| 27.   | A.W. Smith (a)               | 91           | 99           | 190          |              |
| 29.   | Robert Armit (a)             | 95           | 96           | 191          |              |
| 29.   | George Strath                | 97           | 94           | 191          |              |
| 31.   | J.H. Blackwell (a)           | 96           | 96           | 192          |              |
| 32.   | Tom Manzie                   | 96           | 97           | 193          |              |
| 33.   | G. Honeyman                  | 97           | 97           | 194          |              |
| 33.   | George Lowe                  | 94           | 100          | 194          |              |
| 35.   | James Fenton                 | 99           | 97           | 196          |              |
| 35.   | Robert Tait                  | 99           | 97           | 196          |              |
| 37.   | Bob Kirk                     | 99           | 98           | 197          |              |
| 37.   | D. Lundie                    | 98           | 99           | 197          |              |
| 39.   | Fitz Boothby (a)             | 96           | 102          | 198          |              |
| 40.   | J. Thomson White (a)         | 102          | 99           | 201          |              |
| 41.   | James Kirk (a)               | 105          | 97           | 202          |              |
| 42.   | W.H. Goff (a)                | 105          | 99           | 204          |              |
| ?     | J. Cameron (a)               |              |              |              |              |
| ?     | William Greig                |              |              |              |              |
| ?     | Tom Kirk                     |              |              |              |              |
| ?     | Stewart                      |              |              |              |              |
| ?     | Henry Wilson (a)             |              |              |              |              |